# Multiply (Jamie Lidell)
Multiply is het tweede album van de Britse soul artiest Jamie Lidell. Het album kwam uit op 1 juni 2005.

## Nummers

### CD
1. "You Got Me Up" - 1:48
2. "Multiply" - 4:26
3. "When I Come Back Around" - 5:27
4. "A Little Bit More" - 3:06
5. "What's The Use?" - 4:29
6. "Music Will Not Last" - 3:29
7. "Newme" - 4:07
8. "The City" - 5:07
9. "What Is It This Time?" - 3:05
10. "Game For Fools" - 4:13

### 2x LP
- A1. You Got Me Up
- A2. Multiply
- A3. Music Will Not Last

- B1. When I Come Back Around
- B2. A Little Bit More

- C1. The City
- C2. Newme

- D1. What's The Use?
- D2. What Is It This Time?
- D3. Game For Fools